# Silvano Pulcinelli
Silvano Pulcinelli (Pisa, 1916 – 1999) è stato uno scultore italiano.

## Biografia e opere
Formatosi a Pisa sotto la guida di Libero Andreotti, si avvicinò allo stile di Manzù, Arp e Brâncuşi e di Corrente.
Sue opere nella collezione di Palazzo blu a Pisa e alla Galleria civica di Suzzara.
Nel 1984, su commissione del Comune di San Miniato, realizzò il monumento dedicato alle vittime civili della Seconda Guerra Mondiale in pietra di Trani, collocato in piazza del Duomo.